# Mikao Usui
Dr. Mikao Usui (15. srpna 1865 – 9. března 1926) byl japonský původně křesťanský duchovní, později učitel reiki.

## Mistr reiki
Dr. Usui měl v roce 1822 na univerzitě v Kjótu kázání, po němž se dva studenti ze semináře zeptali na Ježíšovy zázraky uzdravování a možnosti uzdravování i nadále. Tím však začala doba hledání léčebné cesty a doktor Usui dospěl k principům léčení. V letech 1850–1893 kolem sebe shromáždil šestnáct dalších učitelů reiki.
Na jeho náhrobku jsou uvedeny principy jeho léčení pro všechny oblasti života:
„Dnes nechám odejít všechnu zlobu. 

Dnes zapomenu na všechna trápení. 

Dnes si připomenu, kolik milosti se mi dostalo. 

Dnes budu svou práci dělat poctivě. 

Dnes budu laskavý ke všem živým bytostem.“ — Dr. Mikao Usui  